# Code Access Security
Code Access Security — механизм защиты, позволяющий ограничивать доступ коду к ресурсам компьютера. Используется в среде .NET Framework. Используется для определения разрешений и установки прав доступа к различным системным ресурсам, позволяет администраторам настраивать политику безопасности с помощью предоставления доступа различному коду к определённым ресурсам. Код группы содержит одно или более разрешений.
Например, коду, написанному Microsoft, могут быть предоставлены привилегии для записи на диск, а коду от другой компании в этом отказано.